# Johann Friedrich Martens
Johann Friedrich Martens (* 14. Dezember 1803 in Hamburg; † 10. August 1897 ebenda) war ein deutscher Kaufmann.

## Leben
Martens war Holzhändler in Hamburg. Sein Unternehmen befand sich ab 1855 auf dem Grasbrook in der Nähe der Smith’schen Wasserkunst.
Er engagierte sich in der St. Katharinenkirche. Dort war er 1843 und 1844 Adjunkt, 1845 bis 1861 Hundertachtziger (1859, 1860 Jurat), 1862 bis 1870 Sechziger (1863 Gotteskastenverwalter) sowie 1871 bis 1896 Kirchenvorsteher. Zudem fungierte Martens von 1848 bis 1853 als Feuerkassenbürger.
Martens wurde vom Kirchspiel St. Katharinen zum Ersatzmann für die Hamburgische Bürgerschaft gewählt und 1860 an Stelle des ausgeschiedenen Henning Claus Christoffer Heuck einberufen. Er gehörte bis 1865 der Bürgerschaft als Abgeordneter an.